# 汤家村站
汤家村站是杭州地铁3号线与规划4号线三期的换乘车站，位于中华人民共和国浙江省杭州市余杭区仓前街道规划凰临大道（现状良上线）与西姚港街交叉口，3号线站体沿凰临大道南北向布置，规划4号线站体沿西姚港街东西向布置。

## 车站结构

### 楼层分布
| 1层  | 地面               | 出入口                         |  |  |
| -1层 | 站厅               | 自动售票机、客服中心、安检通道 |  |  |
| -2层 |                    | █ 3号线 往吴山前村（吴山前村） |  |  |
|      | 岛式站台，左侧开门 |                                |  |  |
|      |                    | █ 3号线 往星桥（火车西站）     |  |  |